# Canton Svitto

Logo

Il Canton Svitto (tedesco Schwyz, francese Schwytz, romancio Sviz) è un cantone della Svizzera centrale, e uno dei quattro Waldstätte (cantoni forestali), assieme a: Uri, i due semicantoni di Nidvaldo e Obvaldo  e Canton Lucerna. Il Canton Svitto è posto tra il Lago dei Quattro Cantoni a sud e il Lago di Zurigo a nord.
Nella capitale sono conservati gli Archivi Nazionali della Confederazione, nel Museo degli Statuti Svizzeri (Bundesbriefmuseum) è in mostra lo statuto del 1291. A nord-est della cittadina di Svitto si trova la celebre abbazia benedettina di Einsiedeln. Brunnen invece è situata sul Lago dei Quattro Cantoni.

## Geografia fisica
Il Canton Svitto è situato nella Svizzera centrale. È attraversato dal fiume Sihl e dal più piccolo Muota. Circa tre quarti dell'area totale sono considerati terra produttiva. Gran parte del territorio è collinare piuttosto che montagnoso, rendendolo adatto all'agricoltura. Della terra produttiva, circa 240 km² sono coperti da foresta. I laghi occupano 65 km². Quest'area è composta da parti del Lago dei Quattro Cantoni e del Lago di Zurigo. Solo una piccola parte del Lago di Zugo è all'interno del territorio cantonale. I laghi più piccoli di Lauerz (Lauerzersee) e Sihl (Sihlsee), sono completamente all'interno del cantone.
Il territorio del cantone confina con il Canton Zugo, il Canton Zurigo e il Canton San Gallo a nord, con il Canton Glarona a est, con il Canton Uri e il Canton Nidvaldo a sud, e con il Canton Lucerna a ovest.
La vetta più alta è l'Ortstock con 2716 m. Anche se non così alte, le cime del massiccio del Rigi (Kulm, 1798 m, e Scheidegg, 1665 m) sono probabilmente le montagne più famose presenti nel cantone. La superficie totale del cantone è di 908 km².

## Storia
Ci sono ritrovamenti che mostrano che popolazioni abitarono nell'area del Canton Svitto migliaia di anni fa. Molti di questi ritrovamenti sono concentrati a nord, nell'area di Hurden e Freienbach sul Lago di Zurigo. Molti di questi reperti datano a 5000 anni fa. Attrezzi dell'età della Pietra e del Bronzo, sono stati recuperati da questi siti.

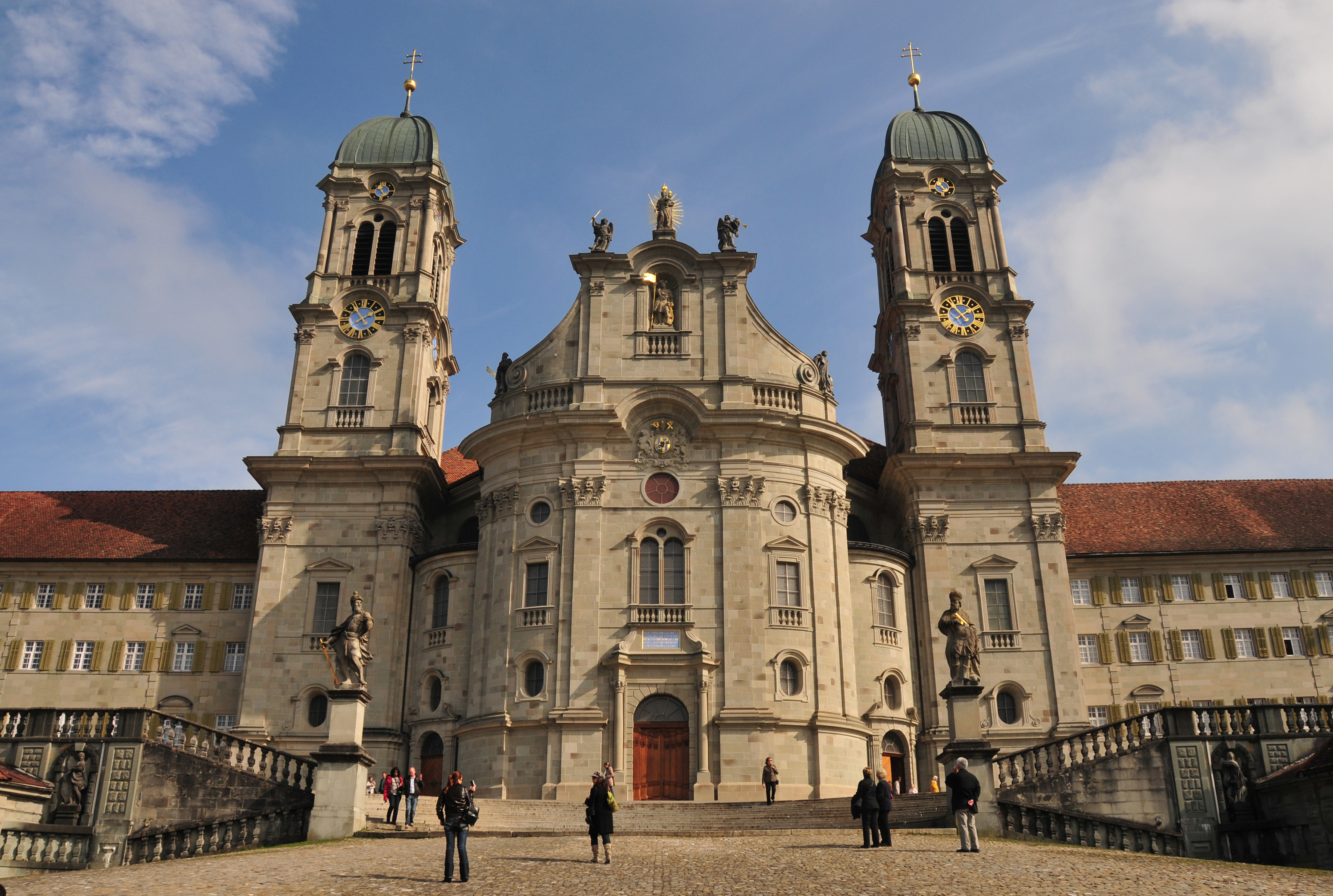
L'Abbazia di Einsiedeln

Circa 1400 anni fa, gli Alemanni si insediarono nell'area del cantone. Questo influenzò l'agricoltura e lo stile di vita dei locali. Il cristianesimo arrivò nell'area solo nel tardo VII secolo. Ci sono chiese a Tuggen e Svitto che risalgono a questo periodo.
Nel X secolo l'abbazia di Einsiedeln divenne sempre più potente. Ben presto controllò molte delle terre circostanti, gran parte delle quali erano al di fuori dell'area attualmente coperta dal cantone. L'economia beneficiò dei transiti attraverso il Passo del San Gottardo, ma questi profitti attirarono altre potenze, come gli Asburgo.
Il 1º agosto 1291, il Canton Svitto fondò la Confederazione Elvetica, assieme a Canton Uri e Untervaldo (Patto del Grütli). Il Canton Svitto prese subito la guida della Confederazione. Già nel 1320 il nome del cantone era applicato a tutta la Confederazione. Fu solo nel 1803, comunque che il nome Svizzera (Schweiz), derivato dal Canton Svitto (Schwyz), divenne il nome ufficiale della nazione.
I governanti di Svitto, poco alla volta, espansero la loro area di influenza. Questo incluse diverse piccole battaglie, come quella dell'Alt Zürcherkrieg. Nel 1386 il Canton Svitto vinse la battaglia di Sempach e come risultato espanse notevolmente il suo territorio. La riforma protestante non attecchì nel cantone. Alla battaglia di Kappel del 1531, le truppe di Svitto sconfissero quelle del leader riformatore Ulrico Zwingli. Zwingli stesso fu il più noto tra i caduti della battaglia, che fece centinaia di vittime tra i soldati.
Tra il 1798 e il 1803 il Canton Svitto fu parte della Repubblica Elvetica. In seguito riottenne l'indipendenza e molti dei cambiamenti introdotti da Napoleone vennero annullati. Questo portò ad attriti all'interno del cantone, che portarono a una secessione. Un "Canton Svitto contee esterne", venne creato nel 1830, solo per essere riunificato con l'altra metà nel 1833. Nel 1845 il cantone si unì alla Lega separatista Cattolica Romana (Sonderbund). L'avventura di questa lega fallì e il cantone si riunì alla Confederazione come membro ordinario.
La costituzione del 1848 pose fine alle assemblee aperte (Landsgemeinde). La costituzione venne rivista nel 1876 e nel 1898.

## Economia

Logo del Cantone

Gran parte del cantone dipende dall'agricoltura. La razza locale di bovini è famosa. Il tessile fu di grande importanza nel cantone, ma ora ha quasi cessato di esistere. Le zone dove sopravvive sono concentrate attorno alla capitale, Svitto. Nella stessa area si trovano molti produttori di mobili di lusso. Ci sono poche grandi centrali idroelettriche. Il turismo è importante in diverse zone, soprattutto nel centro di pellegrinaggio di Einsiedeln. Einsiedeln è anche un centro per gli sport invernali. Le ferrovie montane sul Rigi sono note in tutta la nazione.
Freienbach, nella parte nord del cantone, è conosciuta per avere le tasse più basse della Svizzera. Questo attrae un nutrito numero di ricchi.

## Società

### Evoluzione demografica
La lingua ufficiale è il tedesco, anche se la gente parla il dialetto alemannico della Svizzera centrale. La religione principale è quella cattolica.
| %     | Ripartizione linguistica (gruppi principali) |
| ----- | -------------------------------------------- |
| 89,9% | madrelingua tedesca                          |
| 2,1%  | madrelingua serbo-croata                     |
| 1,9%  | madrelingua albanese                         |

## Distretto
Il Canton Svitto è diviso in sei Bezirke, distretti, tre dei quali (Einsiedeln, Küssnacht e Gersau) comprendono un solo comune:
- Bezirk Schwyz, con capoluogo Svitto
- Bezirk Einsiedeln con capoluogo Einsiedeln
- Bezirk Gersau con capoluogo Gersau
- Bezirk Höfe, con capoluogo Wollerau
- Bezirk Küssnacht con capoluogo Küssnacht
- Bezirk March, con capoluogo Lachen

## Municipalità
Le città più grandi sono Svitto e Einsiedeln. Il cantone è diviso in 6 distretti e 30 municipalità.
I distretti sono Svitto, Einsiedeln, Gersau, Höfe, Küssnacht, March.
Le municipalità sono: Alpthal, Altendorf, Arth, Einsiedeln, Feusisberg, Freienbach, Galgenen, Gersau, Illgau, Ingenbohl, Innerthal, Küssnacht, Lachen, Lauerz, Morschach, Muotathal, Oberiberg, Reichenburg, Riemenstalden, Rothenthurm, Sattel, Schübelbach, Svitto, Steinen, Steinerberg, Tuggen, Unteriberg, Vorderthal, Wangen, Wollerau